# Amsterdam The Style Outlets
Amsterdam The Style Outlets is een outletcentrum in Halfweg, tussen de steden Haarlem en Amsterdam. Het is de eerste vestiging van The Style Outlets in Nederland, en het eerste outlet centrum in de Randstad. Het maakt deel uit van de postindustriële zone die bekend staat als SugarCity, deze zone is gelegen op het voormalig terrein van de in 1992 gesloten suikerfabriek van CSM. Het outletcentrum heeft een ‘architectonisch ontwerp gebaseerd op het Nederlandse landschap en traditie van water en stenen’.
In 2018 werd begonnen met de bouw van het centrum, het outletcentrum heeft een verhuurbaar oppervlak van 19.000 m², dat ruimte biedt aan 115 winkels met parkeergelegenheid voor 1.950 auto's en minimaal 200 fietsen. De focus ligt op  kledingwinkels, maar er zijn ook winkels die gericht zijn op de verkoop van sportartikelen, accessoires en woonartikelen. Daarnaast is er een recreatiezone en zijn er restaurants met terrassen gerealiseerd.

## Voorgeschiedenis
De besluitvorming rond de bouw van het outletcentrum was niet vrij van discussies. Zo was de gemeente Haarlem bang dat dagjesmensen zullen uitwijken naar het nieuw te bouwen outletcentrum en zo de winkels in de binnenstad links zullen laten liggen, wat gepaard zal gaan met leegloop van winkels aldaar door dervende inkomsten. In mei 2015 verkreeg Neinver groenlicht met de omgevingsvergunning van de toenmalige gemeente Haarlemmerliede en Spaarnwoude, zo kon er gestart worden met de aanleg van het complex. De aannemer verwachtte toen dat de deuren konden openen in 2017. Echter werd in september 2017 bekend dat de opening met twee jaar werd uitgesteld naar eind 2019. De vertraging werd veroorzaakt door bezwaren tegen de bouwvergunning, de rechter moest zich toen nog in hoger beroep uitspreken. In november liet de projectontwikkelaar opnieuw weten de openingsdatum te moeten uitstellen, deze werd nu uitgesteld tot de herfst van 2020.